# Província
|  | Per a altres significats, vegeu «Província eclesiàstica». |

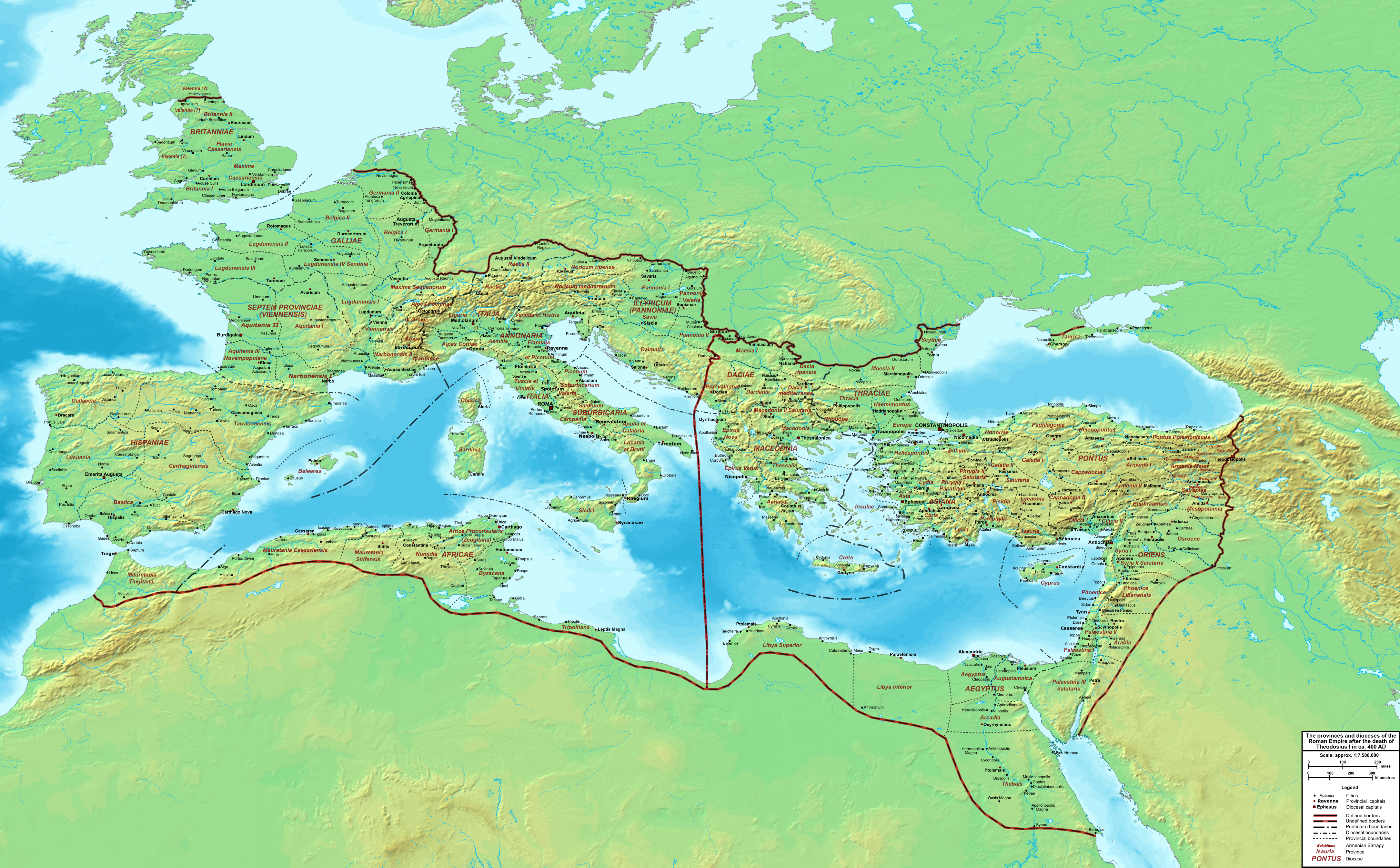
L'Imperi Romà i les seves divisions administratives l'any 395

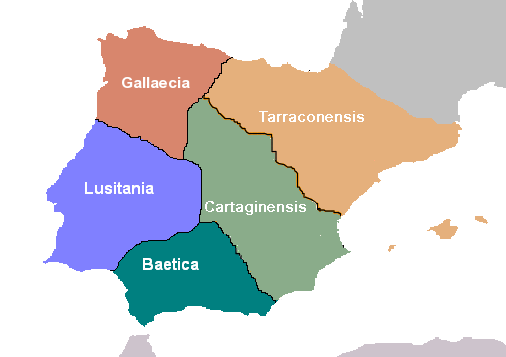
Províncies romanes d'Hispània

Països del món que tenen províncies com a subdivisions territorials.

La província és una unitat administrativa, de nivell inferior a l'Estat. Pot ser la demarcació administrativo-territorial de rang superior, o bé la subdivisió de la regió administrativa. Sovint les províncies se subdivideixen en districtes, i aquests en municipis.
El nom província és d'origen romà. La seva etimologia no se sap del cert, car els especialistes neguen que es pugui derivar de pro-vincere (territori per conquerir). La província constituïa l'esglaó bàsic de l'administració de l'Imperi. De primer les regien magistrats elegits, posteriorment eren assignades per sorts als magistrats, i al darrer segle de la república sovint s'assignaven per plebiscit.
Avui dia, molts estats encara utilitzen el mot província per designar entitats territorials subestatals. D'altres utilitzen altres noms (departaments, comtats, óblasts, etc.), amb finalitats semblants. El nivell de competències administratives i polítiques d'una província depèn molt de l'organització política i administrativa de cada estat.